# Мужская сборная Индии по хоккею на траве
Сборная Индии по хоккею на траве — национальная команда Индии по хоккею на траве. Сборная Индии была первой не европейской командой, вступившей в международную федерацию хоккея на траве. В 1928 году команда выиграла свою первую золотую олимпийскую медаль. С 1928 по 1956 годы мужская сборная Индии по хоккею на траве оставалась непобедимой на олимпиадах, завоевав 6 золотых медалей подряд. Всего на счету хоккеистов Индии восемь побед на Олимпийских играх, последняя из которых была одержана в 1980 году в Москве (с тех пор индийцы 9 раз подряд оставались без медалей, пока не завоевали бронзу на Играх 2020 года). Тем не менее сборная Индии остаётся самой титулованной сборной в истории олимпийского хоккея на траве.

## Результаты выступлений
Олимпийские игры
- 1908—1924 — не участвовали
- 1928 —
- 1932 —
- 1936 —
- 1948 —
- 1952 —
- 1956 —
- 1960 —
- 1964 —
- 1968 —
- 1972 —
- 1976 — 7-е место
- 1980 —
- 1984 — 5-е место
- 1988 — 6-е место
- 1992 — 7-е место
- 1996 — 8-е место
- 2000 — 7-е место
- 2004 — 7-е место
- 2008 — не участвовали
- 2012 — 12-е место
- 2016 — 8-е место
- 2020 —

Чемпионаты мира
- 1971 —
- 1973 —
- 1975 —
- 1978 — 6-е место
- 1982 — 5-е место
- 1986 — 12-е место
- 1990 — 10-е место
- 1994 — 5-е место
- 1998 — 9-е место
- 2002 — 10-е место
- 2006 — 11-е место
- 2010 — 8-е место
- 2014 — 9-е место
- 2018 — 6-е место
- 2023 — 6-е место

Мировая лига
- 2012/13 — 6-е место
- 2014/15 —
- 2016/17 —

Трофей чемпионов
- 1978 — не участвовали
- 1980 — 5-е место
- 1981 — не участвовали
- 1982 —
- 1983 — 4-е место
- 1984 — не участвовали
- 1985 — 6-е место
- 1986 — 5-е место
- 1987—1988 — не участвовали
- 1989 — 6-е место
- 1990—1994 — не участвовали
- 1995 — 5-е место
- 1996 — 4-е место
- 1997—2001 — не участвовали
- 2002 — 4-е место
- 2003 — 4-е место
- 2004 — 4-е место
- 2005 — 6-е место
- 2006—2011 — не участвовали
- 2012 — 4-е место
- 2014 — 4-е место
- 2016 —
- 2018 —

Champions Challenge
- 2001 —
- 2003—2005 — не участвовали
- 2007 —
- 2009 —
- 2011 —
- 2012—2014 — не участвовали

Игры Содружества
- 1998 — 4-е место
- 2002 — не участвовали
- 2006 — 6-е место
- 2010 —
- 2014 —
- 2018 — 4-е место
- 2022 —

Азиатские игры
- 1958 —
- 1962 —
- 1966 —
- 1970 —
- 1974 —
- 1978 —
- 1982 —
- 1986 —
- 1990 —
- 1994 —
- 1998 —
- 2002 —
- 2006 — 5-е место
- 2010 —
- 2014 —
- 2018 —

Чемпионаты Азии
- 1982 —
- 1985 —
- 1989 —
- 1993 —
- 1999 —
- 2003 —
- 2007 —
- 2009 — 5-е место
- 2013 —
- 2017 —
- 2022 —

Афро-Азиатские игры
- 2003 —

Азиатский Трофей чемпионов
- 2011 —
- 2012 —
- 2013 — 5-е место
- 2016 —
- 2018 —